# Konstantynów Dwór
Konstantynów Dwór (biał. Канстанцінаў Двор, ros. Константинов Двор) – przystanek kolejowy w pobliżu miejscowości Konstantynów, w rejonie głębockim, w obwodzie witebskim, na Białorusi. Położony jest na linii Królewszczyzna – Łyntupy.
Przystanek powstał przed II wojną światową w pobliżu obecnie już nieistniejącego dworu Konstantynów. Po przejęciu tych terenów przez władze sowieckie w 1945, przystanek zachował przedwojenną nazwę, mimo iż nazwę wsi Konstantynów (biał. Канстанцінава, ros. Константиново) w językach białoruskim i rosyjskim zapisuje się inaczej niż nazwę przystanku.